# 斯里兰卡最高法院
斯里兰卡最高法院 （英語：Supreme Court of Sri Lanka，羅馬化：Sri Lanka Sreshthadikaranaya，羅馬化：Ilankai uyar neetimanram）是斯里蘭卡的最高法院。最高法院是最高和终审司法实体，并有依法执宪的权力。 此法院在宪法有关的问题上有最高管辖权，并高于其他所有低级法院。斯里兰卡司法系统是大陆法和海洋法的复杂混合。在部分情况下死刑决定可以由斯里兰卡总统赦免。

## 历史
斯里兰卡最高法院在1801年4月18日的英国人《1801年英王乔治三世在锡兰岛设立最高法院的皇家特许状》设立，辖域包括岛上的大部分领土（除了内陆领土康提）。此建制在1833年再议，并被新的特许状取代，覆盖岛屿全部面积。 1972年，国家获得独立并实施了新的宪法。

## 组成

### 法院大小
法院包含大法官和不少于6名不多于10名的法官。先由总统提名，在经宪法议会批准，最后由总统任命。
首席大法官, 最高法院大法官和上诉法院大法官按下述称呼：阁下（英文：Your Lordship"）并接受尊敬的法官（英文：The Honourable Justice）”的尊称。

### 提名与批准
斯里兰卡总统负责提名最高法院大法官的任免，在斯里兰卡宪法议会的建议下任命。从2001年10月3日至2011年，依据17条修正案，宪法议会有权就大法官任命一事建议总统。 如果相应任命短于14天，则此条不适用。大法官在未经宪法或总统许可下不得担任其他公职。为了履行其就大法官任命一事的职责，宪法议会可以咨询首席大法官或者最高检察长的意见。

### 任期
依宪法，大法官在担任公职其间言行举止合迹者可在其龄65时退休。在得到总统指令、向 斯里蘭卡國會陈情并得到在国会的多数同意下可以免职。相应指令必须因有证据的行为不检和不在有能力的情况下发出。
在总统令出示后，如果《决定》由不少于1/3总数的议会成员签名并且详细解释据称的行为不端或是能力不够，可由斯里兰卡议会议长提出《决定》，或者在议会指令上记录。议会必须完整呈现相应的过程，包括通过决定的流程，调查以及相应的证据，被指控的法官有在议会自行或派代表辩护的权利。
法官不可担任其他任何职务，无论是否收受报酬，除非经由宪法、成文法或总统特许。

### 免职
最高法院的法官只能由议会免职，但如果被判刑，法官将服刑。2015年对大法官Sarath De Abrew的弹劾，是第一次在任的最高法院大法官被检控刑事罪责。

## 装束

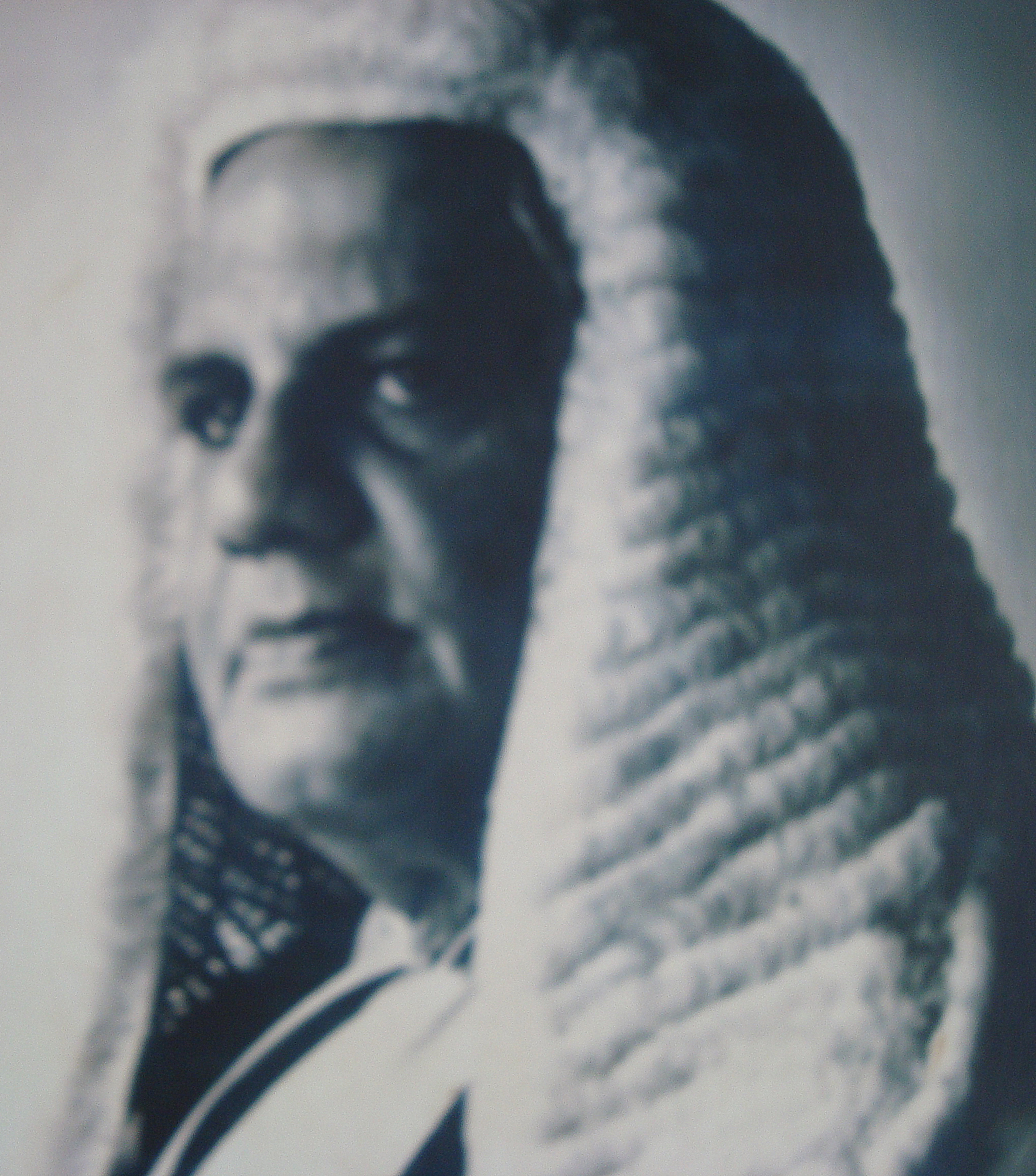
Justice Manicavasagar in long wig and court dress

大法官主持法庭时，身着猩红色法袍。在特别场合（比如最高法院的仪式）除了身着猩红色长袍外，还着项链和斗篷和戴假长发。

## 成员

### 现任法官
| 姓名                                      | 出生日期                | 出生省份          | 任命人              | 任命日期                    | 退休日期                | 法学院                           | 曾任司法单位                              |
| ----------------------------------------- | ----------------------- | ----------------- | ------------------- | --------------------------- | ----------------------- | -------------------------------- | ----------------------------------------- |
| Nalin·Perera (Chief Justice of Sri Lanka) | 999999999999-99-99-0000 |                   | 邁特里帕拉·西里塞納 | 2016年3月3日 2018年10月12日 | 999999999999-99-99-0000 | Sri Lanka Law College            | Court of Appeal of Sri Lanka              |
| Eva·Wansundera                            | 999999999999-99-99-0000 | 西北省 (斯里兰卡) | 马欣达·拉贾帕克萨   | 2012年7月7日                | 999999999999-99-99-0000 | Sri Lanka Law College 萊斯特大學 | Attorney General of Sri Lanka             |
| Buwaneka·Aluwihare                        | 999999999999-99-99-0000 | 中央省 (斯里蘭卡) | 马欣达·拉贾帕克萨   | 2013年12月4日               | 999999999999-99-99-0000 | 倫敦大學                         | Additional Solicitor General of Sri Lanka |
| Sisira·de Abrew                           | 999999999999-99-99-0000 | 西部省 (斯里蘭卡) | 马欣达·拉贾帕克萨   | 2014年5月7日                | 999999999999-99-99-0000 | Sri Lanka Law College            | Court of Appeal of Sri Lanka              |
| Priyantha·Jayawardena                     | 999999999999-99-99-0000 | 西部省 (斯里蘭卡) | 马欣达·拉贾帕克萨   | 2014年5月7日                | 999999999999-99-99-0000 | Sri Lanka Law College 阿伯丁大学 | Unofficial Bar                            |
| Prasanna·Jayawardena                      | 999999999999-99-99-0000 | 西部省 (斯里蘭卡) | 邁特里帕拉·西里塞納 | 2016年6月16日               | 999999999999-99-99-0000 | 科倫坡大學                       | Unofficial Bar                            |
| Vijith K.·Malalgoda                       | 999999999999-99-99-0000 | 中央省 (斯里蘭卡) | 邁特里帕拉·西里塞納 | 2017年5月                   | 999999999999-99-99-0000 |                                  | Court of Appeal of Sri Lanka              |
| L. T. B.·Dehideniya                       | 999999999999-99-99-0000 | 中央省 (斯里蘭卡) | 邁特里帕拉·西里塞納 | 2018年1月16日               | 999999999999-99-99-0000 |                                  | Court of Appeal of Sri Lanka              |
| Murdhu·Fernando                           | 999999999999-99-99-0000 | 西部省 (斯里蘭卡) | 邁特里帕拉·西里塞納 | 2018年3月9日                | 999999999999-99-99-0000 | 科倫坡大學 伦敦国王学院          | Additional Solicitor General of Sri Lanka |

## 设施

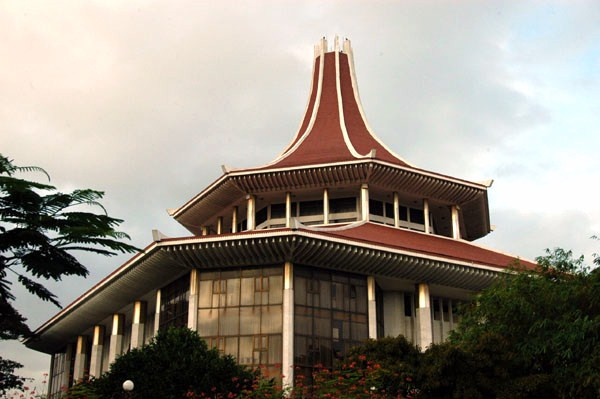
The Supreme Court Complex

斯里兰卡最高法院位于霍夫多普法庭综合楼.

## 管辖范围
宪法118条：最高法院是最高及最终法院，可以指导或撤回司法决定。也是斯里兰卡最高上诉法院。最高法院依照宪法，有如下权力：
- 对宪法相关事务的管辖权（第120-125条）
- 对保护基本权利的管辖权（第126条）
- 终审上诉管辖权（第127，128条）
- 司法指导权（第129条）
- 对总统选举请愿的管辖权；对公投可靠性的管辖权；对其他选举请愿的上诉管辖权（第130条，第14号修正案）
- 对违反议会特权的管辖权（第132条）
- 对议会指定的其他事务的管辖权

## 独立
有分析指出，在马欣达·拉贾帕克萨担任总统期间，斯里兰卡司法不独立。这在弹劾首席大法官一案中得到证实： Shirani Bandaranayake这位前首席大法官因为做出了不利于政府的判决而被议会弹劾，其阻止了由经济发展大臣Basil Rajapaksa和总统之弟马欣达·拉贾帕克萨提出的法案。 Bandaranayake被前总检察官Mohan Peiris取代 。Peiris被认为是总统Rajapaksa的同僚，批评者认为此项任命进一步巩固了总统及其家族的政治权力。 Bandaranayake拒绝承认此弹劾，相关律师群体也拒绝和新首席大法官工作。Bandaranayake具有争议的弹劾得到了许多来自斯里兰卡以外的声音批评。
在邁特里帕拉·西里塞納当选总统后后，Mohan Peiris任命被认为是在法律上无效的，因为前任政府对Bandaranayake的解任无法律依据。 Shirani Bandaranayake恢复其职务，手捧鲜花，并得到律师的致意。在她合法退休后，K. Sripavan被任命为首席大法官。

## 著名判决
最高法院曾判决，只有中央政府才拥有对土地的权力，而省议会没有。
中央不愿意将土地和警察权力交给地方政府，此项裁决极大的影响了《1987年印度-斯里兰卡条约》以及相应第13条宪法修正案的实施。